# Tippu-Tip

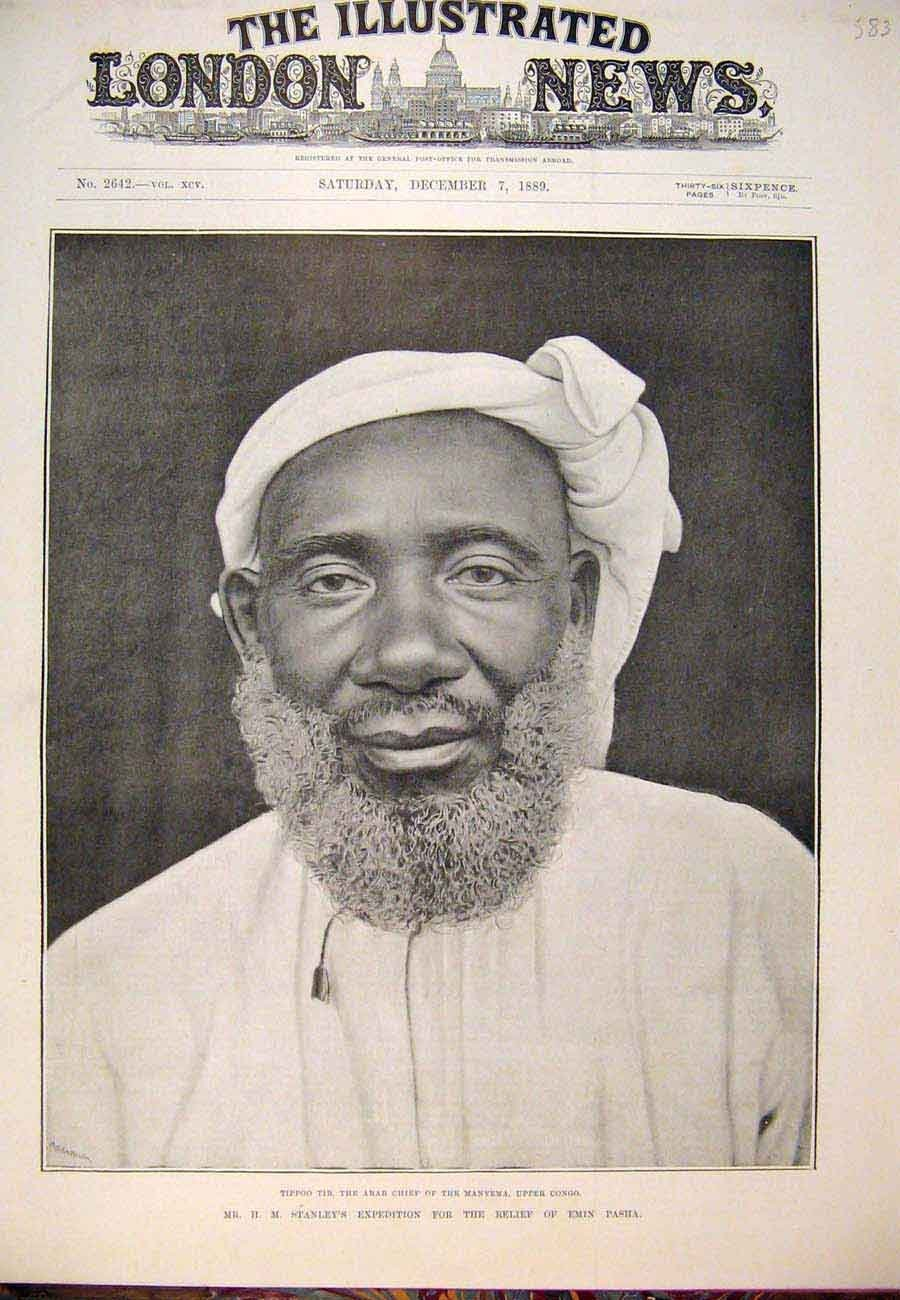
Tippu-Tip, 1889

Tippu-Tip, westlich vom Kongo Mutschi-Pula genannt (auch Tippo Tip oder Tupa-Tupa, * 1837 oder 1838; † 13. Juni 1905 in Stone Town, Sansibar), mit richtigem Namen Hamed bin Juma bin Rajab bin Mohammed bin Said el-Murjebi, war ein ostafrikanischer Sklaven- und Elfenbeinhändler. Er unterstützte zahlreiche europäische Forschungsreisende, arbeitete zeitweise für das belgische Königshaus und das Deutsche Reich und war eine der einflussreichsten Persönlichkeiten Ostafrikas seiner Zeit.

## Jugend und Beginn der Tätigkeit als Händler
Tippu-Tip war der Sohn eines omanischen Händlers und einer Ostafrikanerin, der Tochter des Herrschers von Unyanyembe (Unjanjembe), Ifundikira. Er begann seine Karriere als Händler bereits mit siebzehn Jahren. Im Laufe seines Lebens führte er mehrere umfangreiche Expeditionen nach Ost- und Zentralafrika durch. Teils mit Waffengewalt, teils durch Allianzen mit afrikanischen Herrschern errichtete er in den 1860er Jahren westlich des Tanganjikasees ein Handelsimperium. Die 1860 von Arabern gegründete Handelsdepotstadt Nyangwe baute er ab 1874 zu seiner Residenz und zum größten Sklavenumschlagplatz Zentralafrikas aus. Seine bewaffnete Gefolgschaft soll zeitweise aus mehr als 10.000 Leuten bestanden haben. Ihr gehörten Sklaven aus allen Teilen Ost- und Zentralafrikas sowie Händler von der ostafrikanischen Küste an.

## Kontakte mit Europäern
Bekannt und später berühmt wurde er in Europa durch seine Kontakte mit europäischen Forschungsreisenden und leitenden Kolonialbeamten, unter anderem Henry Morton Stanley, Eduard Schnitzer, David Livingstone, Veney Cameron, Hermann von Wissmann und Wilhelm Junker, denen er bei ihren Forschungsreisen Unterstützung gewährte. Er war in Ujiji 1871 Augenzeuge des historischen Zusammentreffens von Stanley und Livingstone („Dr. Livingstone, I presume?“). Alle Europäer beschrieben ihn als äußerst zuvorkommend, gebildet, freundlich und charismatisch. Er unterhielt in Sansibar gute Kontakte mit allen dort akkreditierten Diplomaten. Stanley bezeichnete ihn als schwarzen Gentleman.

## Gouverneur im Auftrag der belgischen Krone

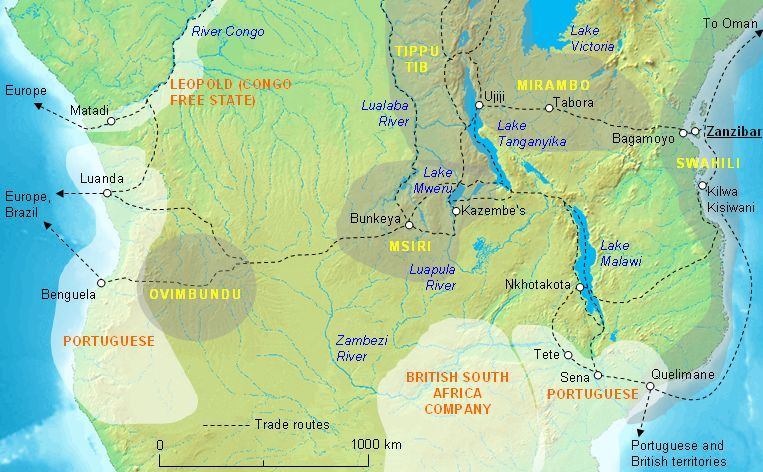
Der Einflussbereich Tippu-Tips im östlichen Kongobecken (um 1880)

Nachdem das unabhängige Sansibar, in dessen Sultans Auftrag er unterwegs war, 1886 seinen Einfluss auf dem von Europäern als Tanganjika bezeichneten Festland zugunsten der Deutsch-Ostafrikanischen Gesellschaft verlor, schloss er 1887 mit Leopold II. eine Vereinbarung, die ihn zum Gouverneur der Region um die Stanley-Wasserfälle des Kongo-Freistaats machte. Damit einher ging das Verbot des Sklavenhandels, das durchzusetzen er sich verpflichten musste. Diese Vereinbarung, eingeleitet durch britische Diplomaten und mit der Einwilligung des Sultans, stieß auf den Widerstand anderer einflussreicher Händler, die dem stärker werdenden Einfluss des Kongo-Freistaates militärisch Widerstand leisten und auf den Sklavenhandel nicht verzichten wollten. An diesem Widerstand zerbrach auch die Vereinbarung Tippu-Tips mit dem Freistaat nach dem Tod Sultan Bargaschs von Sansibar. Nach 1891 zog sich Tippu-Tip nach Sansibar zurück. Die zurückbleibenden Araber, darunter auch Tippu-Tips Sohn Sefu bin Hamid zogen in den Krieg gegen den der belgischen Krone unterstehenden Kongo-Freistaat. Innerhalb von fünf Jahren wurden sie in der Folge von Leopolds Truppen vernichtend geschlagen. Das Handelsimperium zerfiel.

## Zusammenarbeit mit Deutsch-Ostafrika
Eine gewisse Rolle spielte Tippu-Tip in der Geschichte der Kolonie Deutsch-Ostafrika. Er belieferte die deutsche Schutztruppe mit Gefolgsleuten; viele von ihnen waren ehemalige Sklaven. Die ihm von den deutschen Kolonialbehörden angebotene Tätigkeit als Gouverneur einer Provinz im Westen Tanganjikas lehnte er ab. Seine enge Zusammenarbeit mit Wissmann, der die deutsche Kolonialherrschaft mit der Bekämpfung des Sklavenhandels zu rechtfertigen pflegte, wurde in Deutschland erst später bekannt.

## Autor
Tippu-Tip verfasste bzw. diktierte im Ruhestand auf Sansibar seine Biographie auf Swahili. Sie ist das erste Beispiel dieses Typs von autobiografischer Literatur in der ostafrikanischen Sprache.
- Tippu Tip, W. H. Whitely (Übers.): Maisha ya Hamed bin Mohammed el Murjebi yaani Tippu Tip. Kwa maneno yake mwenyewe. (Sprachen: Swahili – Englisch). Johari za Kiswahili, Band 8, ZDB-ID 411361-5. (Nachdruck) East Africa Literature Bureau, Kampala (u. a.) 1974.

Übersetzung durch Heinrich Brode, der Tippu-Tip auf Sansibar kennen gelernt hatte und das Original erstmals übersetzte:
- Autobiographie des Arabers Schech Hamed bin Muhammed el Murjebi, genannt Tippu Tip. Transscribirt und übersetzt von Dr. H. Brode. In: Mittheilungen des Seminars für Orientalische Sprachen zu Berlin, Dritte Abtheilung, V, 1902, Afrikanische Studien 1902, Erster Teil S. 175; Textarchiv – Internet Archive
- Autobiographie des Arabers Schech Hamed bin Muhammed el Murjebi, genannt Tippu Tip (Schluss). Transscribirt und übersetzt von Dr. H. Brode. In: Mittheilungen des Seminars für Orientalische Sprachen zu Berlin, Dritte Abtheilung, VI, 1903, Afrikanische Studien, Zweiter Teil, S. 1; Textarchiv – Internet Archive

## Tod in Sansibar

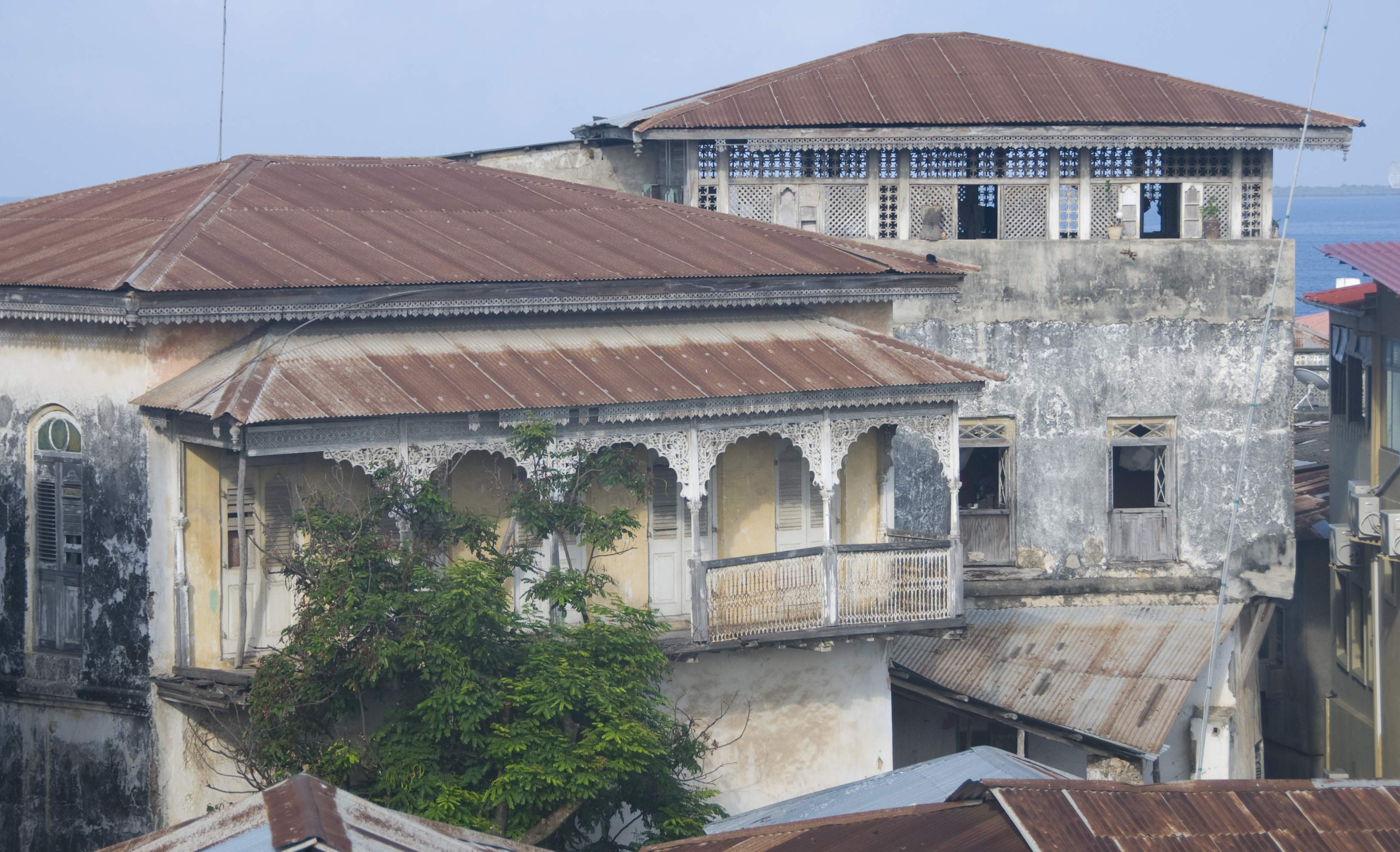
Tippu-Tips Wohnhaus in der Altstadt von Sansibar

1905 starb Tippu-Tip in seinem Haus in der Altstadt von Sansibar an Malaria. Sein ehemaliges Wohnhaus steht dort seit 1968 unter Denkmalschutz; die Innenräume können nicht besichtigt werden.